# 에드비나스 크룽골차스
에드비나스 크룽골차스(리투아니아어: Edvinas Krungolcas, 1973년 1월 21일 ~ )는 리투아니아의 전직 근대5종 선수로 2008년 베이징 하계 올림픽에서 은메달을 획득했다. 그는 2006년 세계 선수권 대회에서 2개의 금메달을 획득했다. 2013년 1월 21일에 크룽골차스는 자신의 은퇴를 발표했다.

## 인물 정보
크룽골차스는 빌뉴스 스포츠 기숙 학교에 다녔다. 그는 2002년에 리투아니아 경찰 학교를 졸업했다. 그는 2008년 베이징 올림픽에서 합계 5,548점으로 은메달을 땄다.

## 참조
- 에드비나스 크룽골차스. ESPN.